# 정회 (전한)
정회(程回, ? ~ 기원전 131년)는 전한 중기의 제후로, 강도상 정가의 손자이다.

## 생애
원광 2년(기원전 133년), 아버지 정횡의 뒤를 이어 건평후(建平侯)에 봉해졌다.
원광 4년(기원전 131년)에 죽었고, 아들이 없어 봉국은 폐지되었다.

## 출전
- 사마천, 《사기》 권19 혜경간후자연표
- 반고, 《한서》 권17 경무소선원성공신표

| 선대 아버지 건평절후 정횡 | 전한의 건평후 기원전 133년 ~ 기원전 131년 | 후대 (51년 후) 건평경후 두연년 |